# Państwa neutralne podczas II wojny światowej

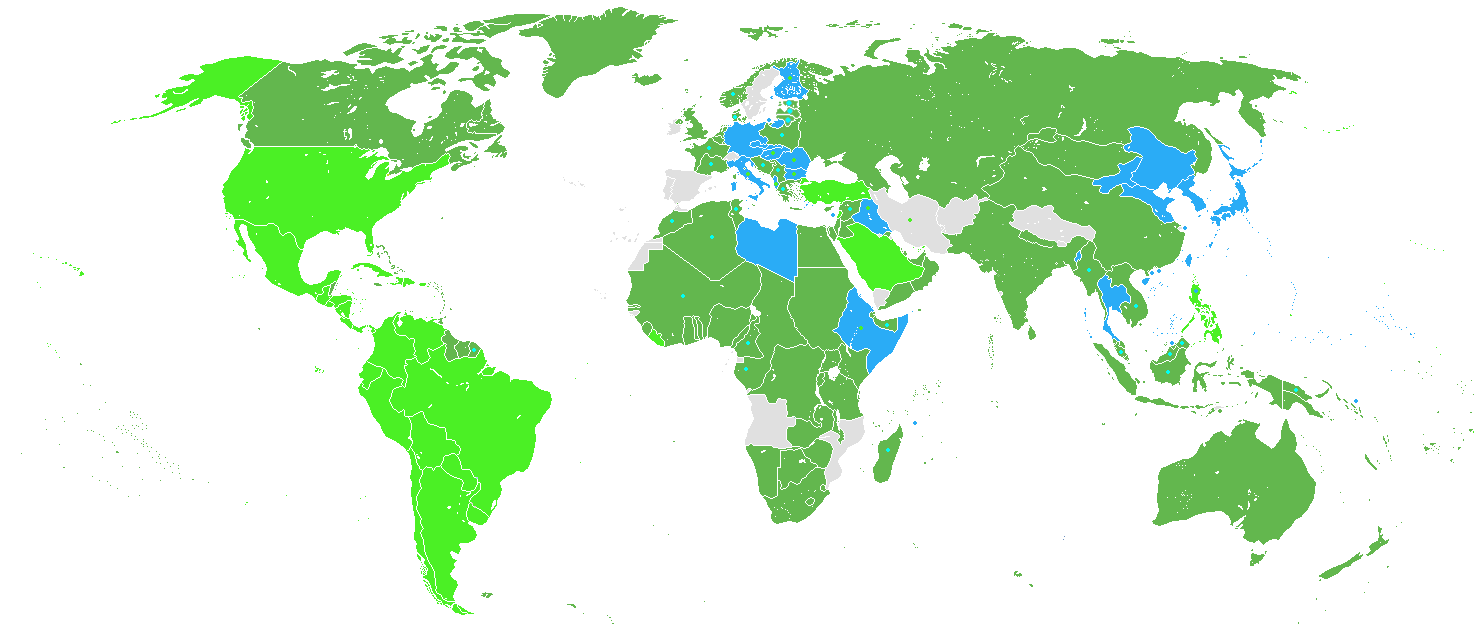
Kraje neutralne zostały oznaczone na szaro

Państwa neutralne podczas II wojny światowej – w czasie II wojny światowej tylko nieliczne państwa pozostały neutralne aż do końca jej trwania. Zaledwie dwanaście krajów pozostało bezstronnych, choć neutralność terytorialna jednego spośród nich (chodzi tu o Islandię) została naruszona przez obce armie.

## Królestwo Afganistanu
Afganistan pod rządami Mohammada Zahera Szaha zachował neutralność w czasie II wojny światowej.

## Andora
W czasie wojny Andora była szlakiem przemytu między Hiszpanią a Rządem Vichy we Francji oraz drogą ewakuacyjną dla osób uciekających z terenów okupowanych. Po inwazji niemieckiej we Francji w 1942 siły zbrojne Niemiec przeniosły się do granicy Andory w pobliżu El Pas de la Casa, ale nie przekroczyły jej. Po utworzeniu kolaboracyjnego rządu Vichy Philippe Pétain mianował się współksięciem Andory. W 1944 Charles de Gaulle ustanowił rząd tymczasowy i objął stanowisko współksięcia.

## Islandia
Na początku wojny Islandia była suwerenną monarchią, będącą w unii personalnej z Danią. Na czele państwa stał król Chrystian X. Islandia nie posiadała wówczas własnej armii i pozostała oficjalnie neutralna przez cały czas trwania wojny, jednakże wojska brytyjskie w 1940 dokonały inwazji i zajęły wyspę, czyniąc z niej bazę wojskową. Od 1941 roku na Islandii stacjonowały też wojska amerykańskie. Pomimo iż neutralność terytorialna Królestwa Islandii została naruszona, alianci nie wtrącali się w jej wewnętrzne sprawy.

## Irlandia
Polityka irlandzkiej neutralności została podjęta przez tamtejszy parlament (Oireachtas), za namową Éamona de Valery, który pełnił wówczas funkcję głowy rządu (Taoiseach), po rozpoczęciu działań wojennych w Europie. Taki stan rzeczy został utrzymany aż do końca wojny, pomimo iż niemieckie lotnictwo dokonało wielu nalotów bombowych na Dublin. Należy dodać, że ataki Luftwaffe nie miały spaść na Republikę Irlandii. Doszło do pomylenia celów. Irlandzki rząd 2 września 1939 ogłosił stan wyjątkowy, trwający przez całe 7 lat. Irlandczycy brali pod uwagę ewentualną inwazję Niemiec. W tym celu opracowali wspólnie z Brytyjczykami scenariusz na wypadek ataku III Rzeszy znany jako Plan W.

## Królestwo Jemenu
Jemen za rządów imama Jahji Muhammada Hamida ad-Dina przyjął izolacjonistyczną politykę i nie wziął udziału w wojnie pomimo sojuszu zawartego z Włochami w 1936 roku.

## Liechtenstein
W Liechtensteinie pomiędzy 1938 a 1945 działała organizacja pod nazwą Niemiecki Ruch Narodowy w Liechtensteinie (Volksdeutsche Bewegung in Liechtenstein), ale nie miał on wielkiego wpływu na politykę kraju. Liechtenstein ofiarował azyl dla 500 Rosjan walczących po stronie państw Osi pod koniec wojny.

## Portugalia
Portugalia pod rządami dyktatora Antonio Salazara zachowała neutralność wobec obydwu stron konfliktu, jednakże Salazar wyraźnie sprzyjał aliantom. Wysłał 10 tysięcy żołnierzy do walki przeciwko Niemcom w północnej Francji pod banderą brytyjską. Ponadto udostępnił aliantom bazę na Azorach w celu przeciwdziałania Kriegsmarine. Timor Portugalski był okupowany przez Japończyków od 1942 do 1944 roku. Neutralność pozostałych kolonii portugalskich nie została naruszona. Portugalia prowadziła wymianę handlową z obydwiema stronami konfliktu.

## Państwo Hiszpańskie
Generał Franco wspierał państwa Osi poprzez wysyłanie produktów oraz wsparcie wojskowe w uznaniu za pomoc, jaką otrzymał podczas wojny domowej od Mussoliniego i Hitlera. Do walki na froncie wschodnim Franco wysłał Błękitną Dywizję. Mimo wszystko dyktator Hiszpanii nie zdecydował się na udział w wojnie. Prowadził bardzo pragmatyczną politykę zagraniczną. W momencie wybuchu wojny ministrem spraw zagranicznych Hiszpanii był anglofil, Juan Beigbeder Atienza. Po pierwszych sukcesach Hitlera Franco zmienił ministra na własnego szwagra, germanofila, Ramóna Serrano Suñera. Po zwycięstwach aliantów w 1942 Franco ponownie zmienił kurs w swojej polityce, mianując ministrem spraw zagranicznych Francisco Gómeza-Jordana Sousa, sympatyka aliantów. Hitlerowi bardzo zależało na udziale Hiszpanii w wojnie, ze względu na plany zajęcia Gibraltaru, znane jako operacja Felix, która nigdy nie została zrealizowana. Hiszpańscy ochotnicy walczyli na frontach II wojny światowej po obydwu stronach konfliktu.

## Szwecja
Królestwo Szwecji wspierało Finlandię w czasie wojny zimowej. Podczas inwazji Niemiec na Związek Radziecki rząd Szwecji pozwolił Wehrmachtowi na przetransportowanie jednej dywizji razem z uzbrojeniem z Norwegii do Finlandii. Szwedzi udostępnili także swoje bazy lotnicze Niemcom w 1944 i 1945 roku. Szwecja w czasie wojny udzielała schronienia norweskim oraz duńskim Żydom. Rząd szwedzki czynił ustępstwa zarówno względem państw Osi, jak i aliantów.

## Szwajcaria
Adolf Hitler początkowo planował zaatakować Szwajcarię (operacja Tannenbaum), jednak Szwajcarzy wybudowali silne fortyfikacje i zgromadzili dziesiątki tysięcy żołnierzy w górach, aby udaremnić niemiecką inwazję. Ze względu na ekstremalne warunki w szwajcarskich Alpach Hitler ostatecznie nie zdecydował się na kosztowną wojnę. Szwajcarscy żołnierze często otwierali ogień do samolotów Luftwaffe, które naruszały przestrzeń powietrzną kraju. Banki szwajcarskie były ściśle powiązane z gospodarką niemiecką. Pomiędzy 1940 a 1945 Reichsbank sprzedał Szwajcarii równowartość 1,3 miliardów franków złota w zamian za franki szwajcarskie, które naziści wykorzystywali do zakupu strategicznych surowców takich jak wolfram czy ropa naftowa z innych krajów neutralnych.

## Tybet
Tybet nie brał udziału w II wojnie światowej. Był państwem nieuznawanym na arenie międzynarodowej, ale faktycznie niepodległym.

## Watykan
Neutralność terytorialna Watykanu pozostała nienaruszona przez obce armie przez cały czas trwania wojny za pontyfikatu papieża Piusa XII. 5 listopada 1943 roku pięć bomb spadło w okolice bazyliki św. Piotra, w wyniku czego zniszczone zostały niektóre mozaiki i okna. Stolica Apostolska organizowała pomoc humanitarną dla ofiar wojny.